# Ambrosius I.

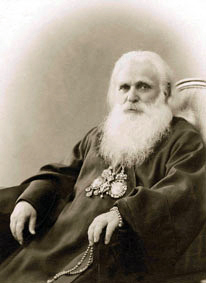
Ambrosius I.

Ambrosius I. (georgisch ამბროსი, Ambrosi; gebürtig Besarion Chelaia; * 7. September 1861 in Martwili, Russisches Kaiserreich; † 29. März 1927 in Tiflis) war ein georgischer Geistlicher. Von 1921 bis 1927 war er Patriarch der Georgischen Orthodoxen Apostelkirche. Weil er gegen die sowjetische Besetzung Georgiens protestierte, wurde er in einem Schauprozess zu einer mehrjährigen Strafhaft verurteilt. Im September 1995 wurde er von der Synode der Georgischen Orthodoxen Apostelkirche heiliggesprochen.

## Leben

### Studium
1885 schloss er ein Studium am Theologischen Seminar in Tiflis ab. In Abchasien wurde er zum Priester geweiht und arbeitete in Sochumi, im Kloster Neu-Athos sowie in Lichini bei Gudauta. Er lehrte dort zugleich georgisch, kritisierte die russischen Behörden der Russifizierung Abchasiens und des Schürens anti-georgischer Emotionen in der abchasischen Bevölkerung.
1896 bis 1900 studierte er an der Theologischen Akademie in Kasan, er schrieb seine Abschlussarbeit über „Der Kampf des Christentums gegen den Islam in Georgien“. 1901 kehrte er als Priestermönch nach Georgien zurück., wurde Archimandrit des Tschelischi-Klosters in der nordwestlichen Provinz Ratscha. 1904 wechselte er in das Büro der Kirchensynode in Tiflis, wurde Archimandrit des Klosters der Verklärung des Herrn.

### Wortführer der Autokephalie
Nach der Jahrhundertwende war er einer der Wortführer einer Bewegung für die Autokephalie der georgisch-orthodoxen Kirche, er verlangte die Wiederherstellung ihrer von Russland 1811 abgeschafften Unabhängigkeit, die Verwendung der georgischen Sprache im Gottesdienst und die Besetzung von 740 vakanten Priesterstellen. 1905 nahm er an einer Konferenz des georgischen Klerus in Tiflis teil, die von der Polizei aufgelöst wurde. Im gleichen Jahr wurde es ihm verboten, Gottesdienste abzuhalten. Er wurde nach Zentralrussland deportiert und in das Troiski-Kloster in Rjasan verbannt, wo er sich mit früher georgischer Kirchengeschichte beschäftigte.
1910 wurde er freigelassen, durfte jedoch vor dem Zusammenbruch des zaristischen Regimes 1917 nicht nach Georgien zurückkehren. Die unabhängig gewordene Georgische Orthodoxe Apostelkirche weihte ihn im gleichen Jahr zum Metropoliten von Tschkondidi, Westgeorgien.

### Patriarch von Georgien
Am 14. Oktober 1921 wählte ihn die Synode zum Nachfolger des an Cholera verstorbenen georgischen Patriarchen Leonide. Er trat sein Amt acht Monate nach Besetzung der Demokratischen Republik Georgien durch die Rote Armee an. Die Bolschewiki entzogen der orthodoxen Kirche ihren eigenständigen Rechtsstatus, verfolgten den Klerus, schlossen Kirchen und Klöster und konfiszierten den Kirchenbesitz.
Am 7. Februar 1922 protestierte Ambrosius in einem Memorandum an die Teilnehmer der Konferenz von Genua im Namen des georgischen Volkes gegen die Besetzung Georgiens und die Menschenrechtsverletzungen des sowjetischen Regimes. Er forderte die zivilisierten Staaten auf, zu intervenieren, um die politischen Verfolgungen im Land zu beenden.
Im Februar 1923 wurden Ambrosius und sämtliche Mitglieder des georgischen Patriarchalrates von der sowjetischen Geheimpolizei GPU verhaftet und in Untersuchungshaft genommen. Im März 1924 wurde gegen sie ein öffentlicher Schauprozess eröffnet. Ambrosius wurde einer Verschwörung mit dem Westen und des Verbergens historischer Kirchenschätze angeklagt, die in Staatseigentum übergehen sollten.
Obgleich sich die mit ihm verhafteten Geistlichen mit Ambrosius solidarisierten, übernahm der Patriarch im Prozess die alleinige Verantwortung für die Maßnahmen der Kirchenleitung. Er erklärte, sie stünden im Einklang mit seiner Pflicht und den Traditionen der georgischen Kirche. Seine Verteidigung schloss mit dem Satz: „Meine Seele gehört Gott, mein Herz meinem Land. Sie, meine Henker, mögen mit meinem Körper tun, was sie wollen.“ Die Richter wagten kein Todesurteil, sondern verurteilten Ambrosius zu acht Jahren Freiheitsstrafe und der Beschlagnahme seines Eigentums.
1926 wurde Ambrosius vorzeitig aus dem Gefängnis entlassen. Die öffentlichen Angriffe gegen ihn wurden allerdings nicht eingestellt. Er starb an den Folgen der Haft und wurde in der Sioni-Kathedrale in Tiflis begraben.

## Heiliger
Im September 1995 wurde er von der Synode der Georgischen Orthodoxen Apostelkirche heiliggesprochen und erhielt den Ehrennamen Heiliger Ambrosius der Bekenner (georgisch ამბროსი აღმსარებელი, Ambrosi Agmsarebeli). Sein Todestag, der 29. März, wurde zu seinem Namenstag bestimmt.